# 小林米作
小林 米作（こばやし よねさく、1905年7月15日 - 2005年11月6日）は、記録映画カメラマン、映画プロデューサー。

## 人物
十字屋映画部から日本映画社、戦後は東京シネマで科学映画の撮影を担当。顕微鏡を使用した撮影を得意とし、自ら、プロダクションを立ち上げ、多くの科学映画を製作した。その間、国際賞・国内賞含め、数々の賞を受賞した。長男の小林武史と、次男の小林健次はヴァイオリニスト。

## 経歴

### 十字屋映画部から日本映画社
- 1905年、新潟県小須戸町生まれ。実家は酒造問屋[1]。北海道旭川市に移り、旧制旭川中学卒業後、叔父の経営する写真館で働く[2]。
- 渡欧をめざすが、断念し、インドネシア・スマトラ島メダンでコダック社の支社に入り、DPEの技術を身につけて1935年帰国する[2]。滞在中に長男の小林武史 (ヴァイオリニスト)と次男の小林健次 (ヴァイオリニスト)を儲ける。
- 1938年、十字屋映画部に入社。先輩に太田仁吉と鈴木喜代治がいた[3]。

### 顕微鏡撮影のパイオニアとして
- 1941年、「細菌物語——病原体編』撮影担当[2]。
- 1942年に東宝の文化映画部と十字屋映画部が共に日本映画社に統合される[3]。戦時中は南方特派員としてジャワ、ジャカルタの支局に配属。この間に抑留中のシモン・ゴールドベルクを撮影[1]。単身ニューギニアの奥地に逃げ込み、1945年まで現地住民とともに過ごす[2]。
- 1946年、オランダ軍の捕虜収容所から日本映画社に復帰[2]。
- 1948年、奥山大六郎監督「生きているパン』の撮影を担当した。
- 1950年、「細菌物語』の撮影を担当。

### 日本映画社から東京シネマ
- 1955年、岡田桑三が前年に設立した東京シネマに入社[2]。
- 1956年、映画の日・特別功労賞。
- 1958年、撮影を担当した、東京シネマ製作・吉見泰脚本の『ミクロの世界　-結核菌を追って-』がヴェネツィア記録映画祭最高科学映画賞、国際科学映画協会モスクワ大会名誉賞などを受賞。
- 1960年、『マリン・スノー —石油の起源—』（東京シネマ）の撮影担当。国際科学映画祭名誉賞受賞。

### ヨネ・プロダクションとして独立
- 1967年、ヨネ・プロダクションを設立[2]。
- 1970年、『アレルギー』（ヨネ・プロダクション）パドヴァ大学科学映画祭ブロンズ牛頭賞。
- 1974年、科学技術映画製作功労賞　視聴覚教育功労顕賞。
- 1998年、『脳と潰瘍』（ヨネ・プロダクション）の製作担当。科学技術映画祭優秀作品賞、ベルリン医学映画祭グランプリ受賞。
- 2005年11月6日、死去[4]。